# Hans Carl Friedrich von Mangoldt
Hans Carl Friedrich von Mangoldt, nemški matematik, * 18. maj 1854, Weimar, Turingija, Nemčija, † 27. oktober 1925, Gdansk, Poljska.

## Življenje in delo
Von Mangoldt je doktoriral leta 1878 na Univerzi v Berlinu z dizertacijo Pregled korenov tročlenih algebrskih enačb prek neskončnih zaporedij (Über die Darstellung der Wurzeln einer dreigliedrigen algebraischen Gleichung durch unendliche Reihen) pri Kummerju in Weierstrassu. Prispeval je k rešitvi praštevilskega izreka in leta 1895 strogo dokazal dva izreka iz Riemannovega dela O številu praštevil manjših od dane velikosti (Über die Anzahl der Primzahlen unter einer gegebenen Grösse) iz leta 1859 o Riemannovi funkciji ζ. Riemann sam je podal le delna dokaza.
Von Mangoldt je bil profesor na Tehniški visoki šoli v Aachnu, kjer ga je nasledil Otto Blumenthal. Med letoma 1898 in 1901 je bil njen rektor.

## Dela
- Višja matematika: uvod za študente in za samoučenje (Höhere Mathematik: eine Einführung für Studierende und zum Selbststudium)